# 夏威夷臨時政府

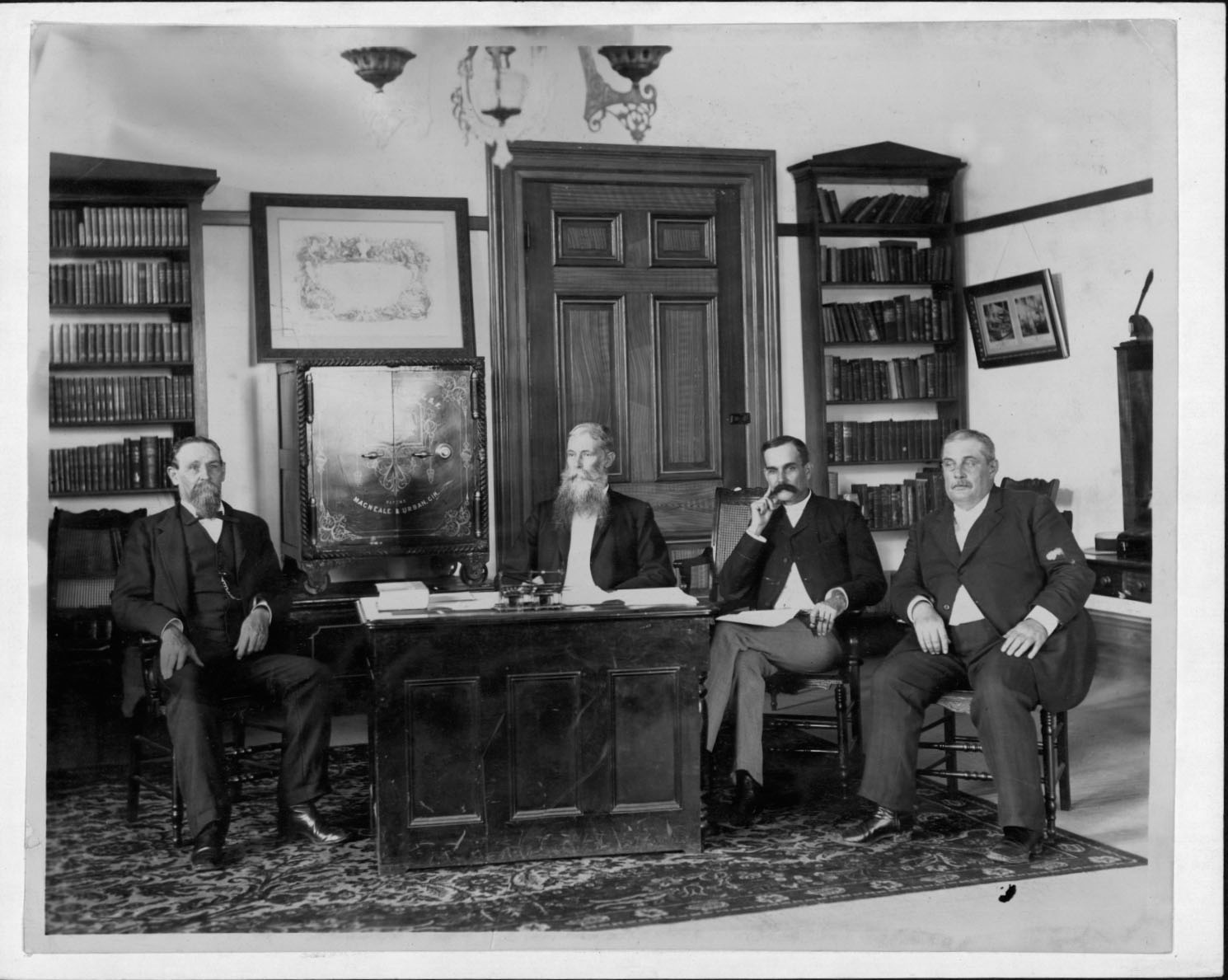
伊奧拉尼宮的臨時政府內閣，從左到右是詹姆士·A·金、桑福德·多爾、威廉·歐文·史密斯和彼得·克許曼·瓊斯

夏威夷臨時政府（英語：Provisional Government of Hawaii，簡稱 PG），由13名歐裔人組成的安全委員會推翻夏威夷王國後，由該會主席亨利·E·庫珀與法學家桑福德·多爾於1893年1月17日建立。臨時政府一直存在到1894年7月4日，然后被夏威夷共和國取代。

## 臨時政府
在夏威夷王國被推翻後，政變領導人成立了臨時政府，並試圖與美國合併。臨時政府向美國派出了包括勞倫·A·瑟斯頓在內的代表團，並與美國總統本傑明·哈里森洽談一項條約，該條約迅速送交美國參議院等待批准。同時，夏威夷公主維多利亞·卡奧拉尼 (Kaʻiulani)在華盛頓特區參加支持君主制和反對政變的活動，她譴責政變是非法的。

## 夏威夷軍
夏威夷王國被推翻後，一支新軍隊於1893年1月27日成立，並由約翰·哈里斯·索珀上校（ Colonel John Harris Soper）指揮，軍隊成員主要由德裔及葡萄牙裔白人組成。軍隊在臨時政府時期相當活躍，參與了1895年威爾科克斯起義及可愛島戰役。1898年夏威夷共和國被美國吞併，這些軍人加入美國陸軍國民警衛隊，成為夏威夷國民警衛隊的一部分。

## 布朗特報告
利留卡拉尼女王被推翻後，安全委員會的首要任務是組建臨時政府。他們同時也派出代表團前往華盛頓特區與國會談判吞併夏威夷的事項。1892年，支持吞併夏威夷的總統班傑明·哈里森在大選中落敗，反對吞併的格羅弗·克利夫蘭總統上任，臨時政府的吞併計劃因此受到了巨大的打擊。克利夫蘭成為總統後撤回了先前已洽談的條約，並指派詹姆斯·亨德森·布朗特 (James Henderson Blount)對政變進行調查，該調查報告被稱為布朗特報告。報告指政變有美國軍隊的幫助，美國駐夏威夷部長約翰·L·史蒂文斯 (John L. Stevens)支援政變，並命令USS Boston上的海軍陸戰隊入侵夏威夷，最終推翻了合法、和平的原政府。總結認定在違背夏威夷大多數人口意願下，美國政府同謀僑民非法地推翻了夏威夷王國。
克利夫蘭總統在收到布朗特報告後表態道，美國非法使用了軍事力量，並要求恢復利留卡拉尼作為夏威夷君主，要求桑福德·多爾辭職。然而，多爾拒絕了這個要求。

## 摩根報告
此事後來被移交給美國國會，美國參議院對此事進行了非正式調查，最終否定了布朗特報告改以具爭議的摩根報告結案，認為反謀事件是源自當地王室由來以久的貪污惡習，而美軍只是盡責地保護當地美國人民和有關產業，對夏威夷王國的崩潰並無責任，完全否認美國有參與政變，其後參議院一致通過決議反對克利夫蘭總統干涉多爾政府的事務。克利夫蘭總統因此放棄處理這個問題，讓夏威夷共和國自生自滅。

## 夏威夷共和國及被美國吞併
在摩根報告及參議院決議後，夏威夷臨時政府召開制憲會議，但僅限於夏威夷人和具美國或歐洲血統的納稅人，亞洲人並不包括在內。1897年3月4日，美國新總統威廉·麥金利上任，一改前任克利夫蘭總統的決定，恢復與夏威夷共和國的吞併談判，最終國會於1898年通過紐蘭茲決議吞併夏威夷。主權在1898年8月12日移交，伊奧拉尼宮降下夏威夷國旗，升起星條旗。夏威夷共和國更名為夏威夷領地，兩年後成為美國合併建制領土。大多数夏威夷公民不承认这一事件的合法性，也没有出席仪式。

## 另見
- 夏威夷歷史
- 夏威夷王國
- 布朗特報告
- 摩根報告
- 夏威夷共和國
- 安全委員會 (夏威夷)